# Alessandro Marchetti (letecký konstruktér)
Alessandro Marchetti (16. června 1884 Cori, Itálie – 5. prosince 1966 Sesto Calende, Itálie) byl italský inženýr a konstruktér letadel.
Vzdělání získal na římské univerzitě La Sapienza, kterou absolvoval v roce 1908. Následujícího roku zkonstruoval své první letadlo. Proslavil se konstrukcí dvoutrupého hydroplánu Savoia-Marchetti S.55, který v 30. letech 20. století absolvoval sérii skupinových přeletů Atlantiku. Jím navržený typ Savoia-Marchetti SM.79 a jeho méně úspěšný následovník SM.84 v době druhé světové války tvořily páteř bombardovacích jednotek Regia Aeronautica. Zkonstruoval také těžké transportní letouny využitelné i k bombardování Savoia-Marchetti SM.81 a SM.82.
Marchettiho typické konstrukce se vyznačovaly širokým využitím nestrategických materiálů, které Itálie nemusela dovážet, na rozdíl od lehkých kovů. Jeho letouny byly navrženy s důmyslným použitím různých druhů dřeva a překližek, kombinovaných podle jejich odlišných materiálových charakteristik tak, aby bylo dosaženo potřebné pružnosti a pevnosti. Použití kovu v konstrukci nebylo nikdy rozsáhlé a vždy podřízené strukturální nutnosti. Až poslední jím navržené typy přešly k celokovové konstrukci, ale ty již nebyly zdaleka tak úspěšné jako jeho dřívější letouny.

## Fotogalerie

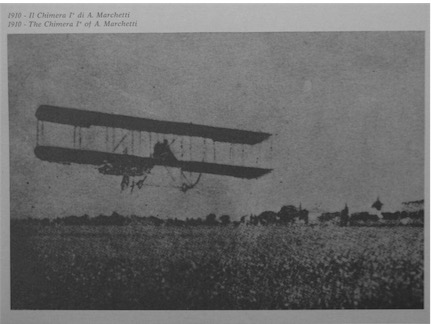
Il Chimera, 1910
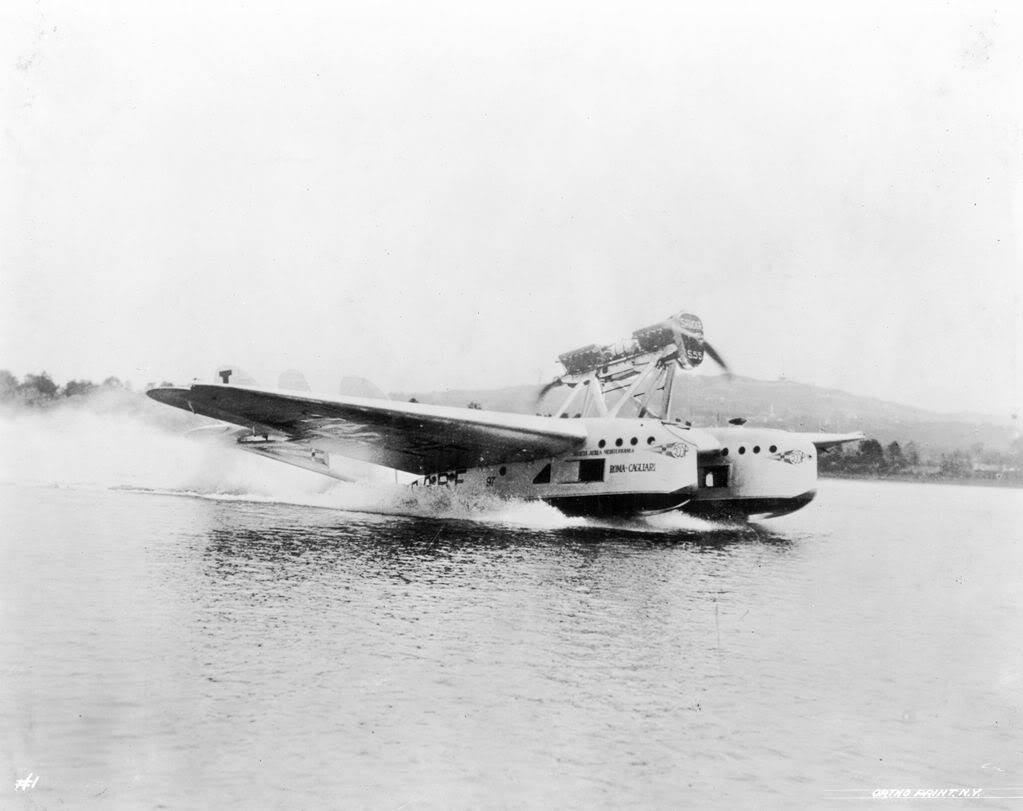
Savoia-Marchetti S.55
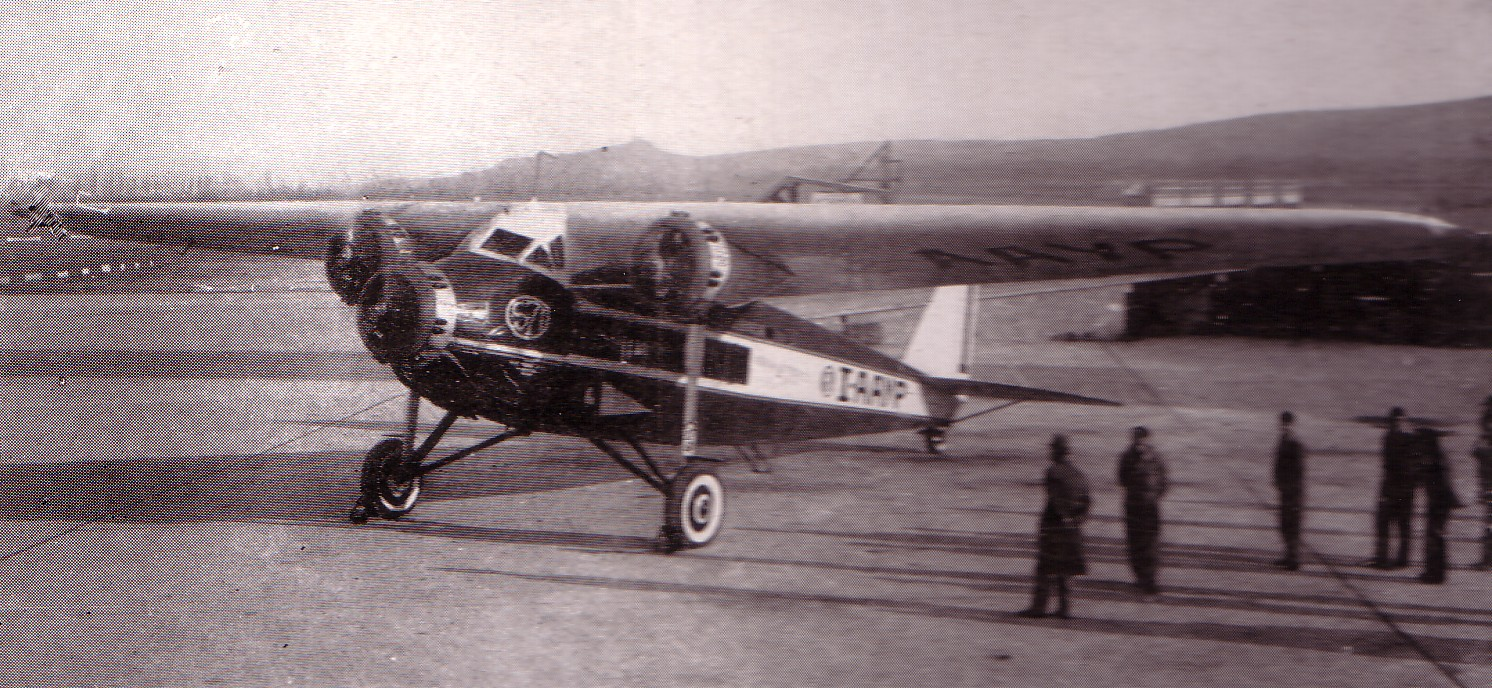
Savoia-Marchetti S.71
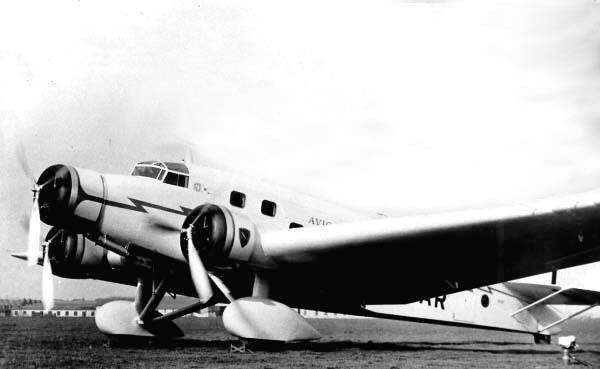
Savoia-Marchetti SM.73
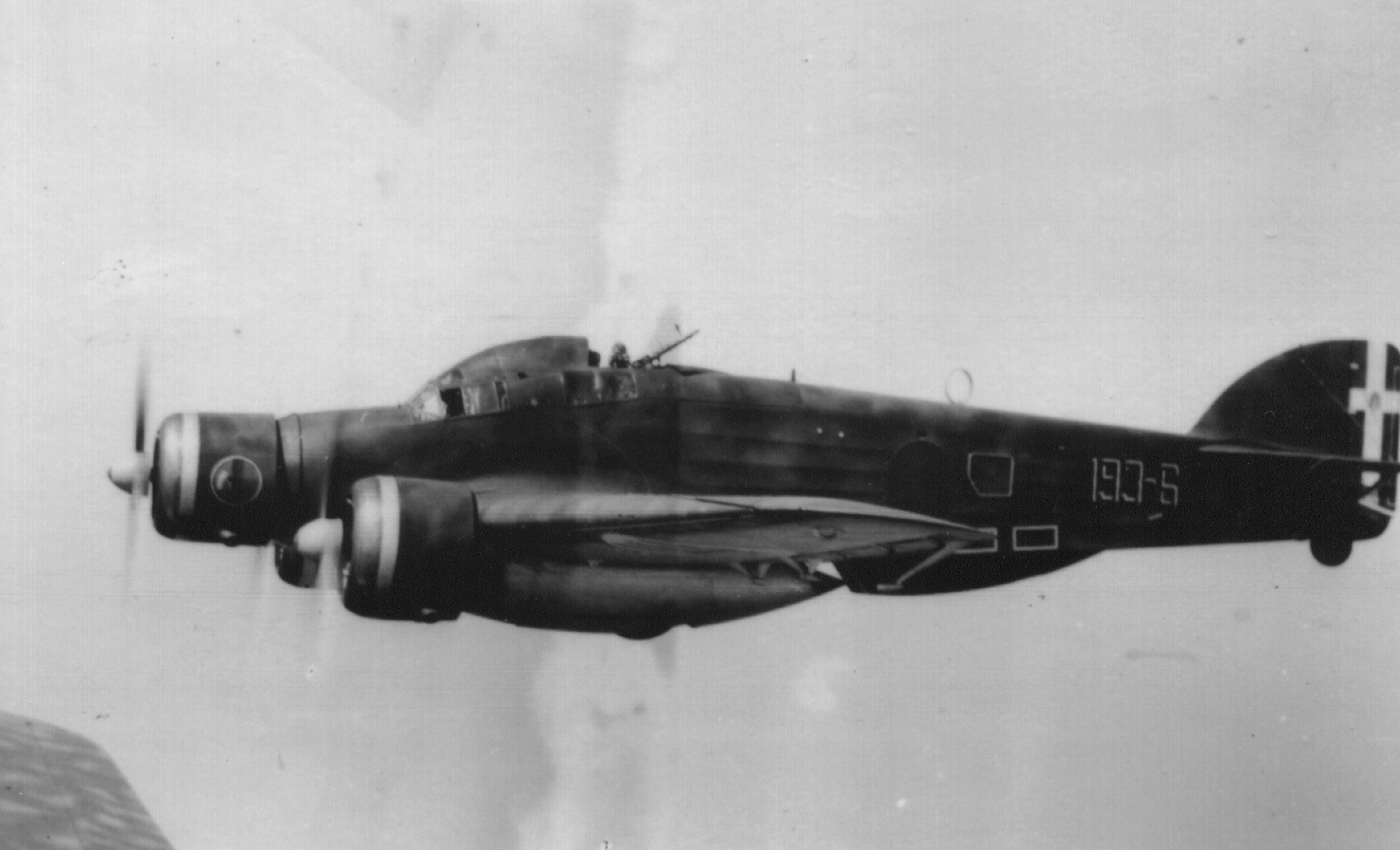
Savoia-Marchetti SM.79
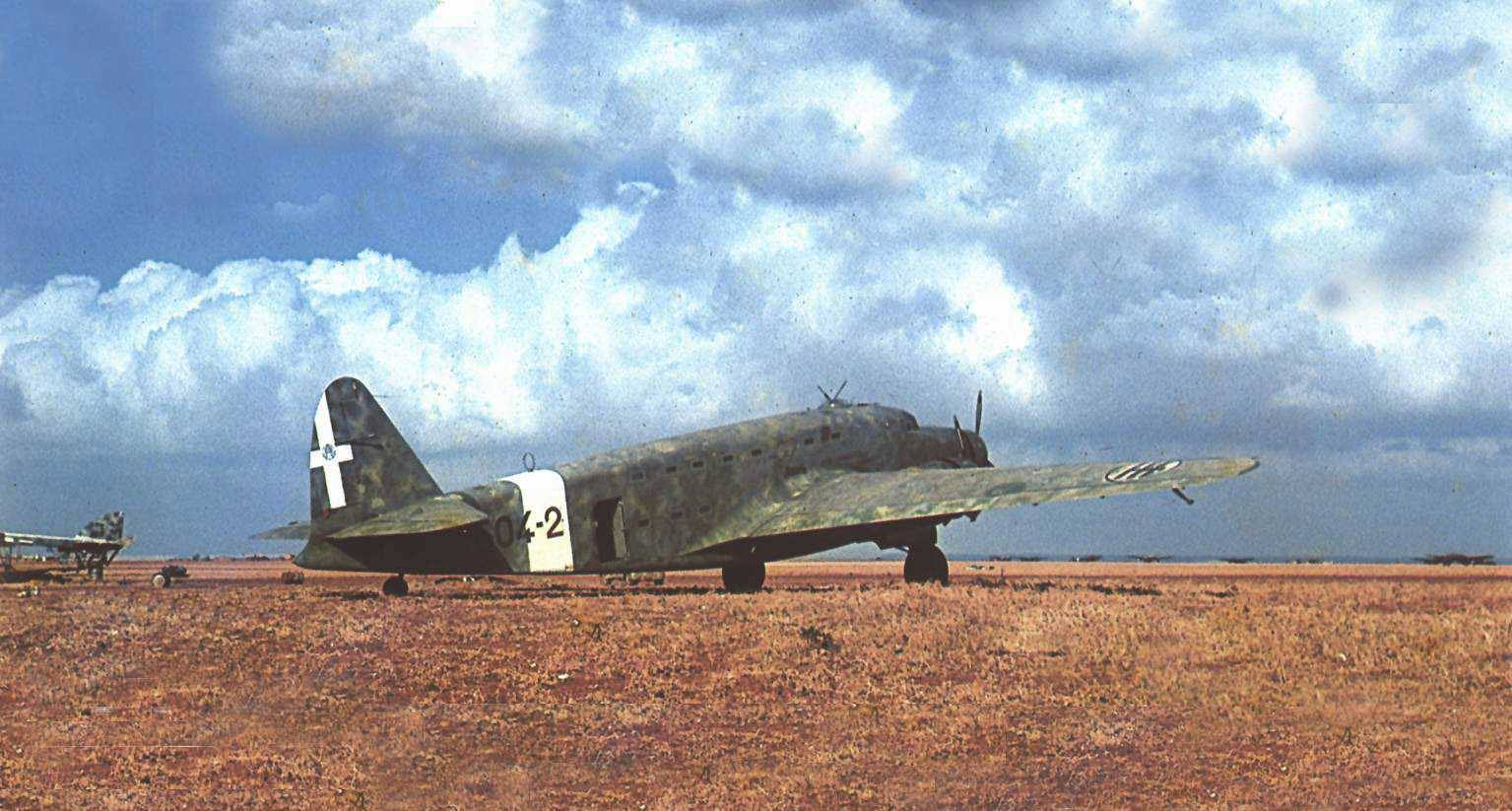
Savoia-Marchetti SM.82